# فندق هازبين
فندق هازبين هو مسلسل رسوم متحركة للكبار موسيقي كوميدي من تأليف فيفيان ميدرانو. تدور أحداثه حول تشارلي مورنينغستار وهي شيطان وأميرة الجحيم في سعيها لإيجاد طريقة لـ «إعادة تأهيل» الشياطين الأخرى والسماح لهم بالدخول إلى الجنة، لذلك فتحت فندقًا لإعادة تأهيلهم لكي يكونوا أشخاص أفضل. عرضت الحلقة الأولى من المسلسل على اليوتيوب في 28 أكتوبر 2019.(تعديل :ملاحظة ترا المسلسل وصخ يع بالمعنى الحرفي اللهم اني بلغت اللهم فاشهد)
الشخصيات :
تشارلي مورنينغ ستار : هي ابنه لوسيفير الملاك الساقط ، ولدت في الجحيم وهي صاحبه فكرة فندق التكفير عن الذنوب
فاغي : كانت في السابق من طائفة من سكان الجنة مهمتها ابادة سكان الجحيم ، حين اشفقت على طفل من الجحيم وتركته يهرب اعتبرت كخائنه وتم اصابه عينها . في وقت لاحق اصبحت من سكان الفندق.
انجل داست : ممثل اباحي مشهور ، يحب الظهور بشكل انثوي والتحرش لفظيا بمن حوله . مرتبط بعقد عمل اجباري مع مديره المعنف فالانتينو .
الاستور: او كما يعرف بشيطان الاذاعة هو شيطان له رفعة وسمعة سيئة في الجحيم له عداوة خاصة مع فوكس ومعروف بكرهه للتكنولوجيا وصوت الراديو القديم الذي يصدر منه له مظهر مبتسم دوما فهو يضن ان الابتسام هو القوة و السيطرة
هاسكي: هو مقامر و يعتبر ساقي الفندق .اصبح لاحقا صديق انجل داست بعدما اعترف الاثنان بمشاكلهما لبعض وكيف ان هاسك مرتبط بعقد مع الاستور تماما كانجل
نيفتي: هي شيطانة صغيرة بعين واحدة تتوسط وجهها ذات تصرفات غريبة وتبدو مختلة نفسية تعتبر مدبرة المنزل و االمسؤولة عن التنظيف و لها عداوة خاصة مع الحشرات لها علاقة بالاستور
تشيري بومب :صديقة انجل داست وتصريح من الكاتبة انها ثنائية الجنس ولكنها معروفه بعدوانيتها واستخدامها لقنابل تشبه الكرز و تعطيها للمخدرات بين حين وآخر وممارسة علاقات جنسية في بيوت ليلة في بعض احيان
سير بنتشوس:هو شيطان على شكل ثعبان يكن مشاعر حب تجاه تشيري بومب(الكيمياء الوحيدة الصافية فهاذ المسلسل)
كارميلا كارميان: هي احد افراد الاسياد وتملك حذاء مسلح وهي من قام بالقضاء على الملاك من اجل انقاذ بناتها 